# Asakura Norikage
Norikage Asakura (朝倉 教景?, Asakura Norikage; 1477 – 23 settembre 1555) è stato un samurai giapponese del periodo Sengoku, servitore del clan Asakura.

## Biografia
Norikage era l'ottavo figlio di Asakura Toshikage e divenne un pilastro della famiglia Asakura.
Nel 1503, anno dell'ascesa di suo nipote Sadakage alla posizione di daimyō, una fazione di servitori degli Asakura formò un coalizione contro di lui. Norikage fu avvicinato da un Asakura Kagefusa per unirsi alla pianificata ribellione e il primo evidentemente diede il suo consenso. Tuttavia Norikage rivelò la trama a Sadakage all'ultimo minuto e il quartier generale dei ribelli nel castello di Tsuruga fu attaccato. Kagefusa aveva chiesto l'aiuto del clan Hosokawa, ma le forze di quel clan furono bloccate vicino al lago Biwa e messe in rotta. Successivamente Kagefusa fuggì da Echizen e morì di malattia.
Più tardi sconfisse un esercito Ikki a Kuzuryugawa nel 1506, in una delle numerose battaglie che avrebbe combattuto contro questi ribelli. Guidò una spedizione nella provincia di Tango nel 1517 e nel 1526 guidò un esercito a sostegno del clan Azai contro i Rokkaku, cementando l'alleanza tra Azai e Asakura. Marciò contro gli Ikki di Kaga nel 1531 e li combatté di nuovo nel 1555. Dopo l'assalto di Daishojiomote in quella campagna, si ammalò e tornò a al castello di Ichijōdani, lasciando l'esercito nelle mani di Asakura Kagetaka.
Morì nel 1555. 
Fu probabilmente il generale di maggior talento prodotto dal clan Asakura e i suoi scritti su varie questioni militari forniscono un prezioso valore storico. Numerosi detti attribuiti al Norikage sopravvivono ancora oggi, tra cui "Il guerriero può essere chiamato una bestia o un cane, la cosa principale è vincere". 
Aveva adottato il nome Soteki dopo essere entrato nel sacerdozio. Ereditò le sue convinzioni religiose e non ebbe figli. Adottò suo nipote Kagetoshi.